# Цигаль, Сергей Викторович
Сергей Викторович Цигаль (род. 6 декабря 1949, Москва) — московский художник, кулинар-путешественник, член-корреспондент Российской академии художеств (2018) . Вдовец актрисы Любови Полищук. Сын художника Виктора Цигаля.

## Биография
Семья Цигаль происходила из Одессы, дед — Ефим Давидович Цигаль — был инженером-строителем и учился во Франции.
Окончил географический факультет МГУ в 1973 году. Затем Московское Высшее художественно-промышленное училище (бывшее Строгановское училище) в 1986 году.
Член Московского Союза художников с 1989 года. Участник выставок с 1980 года. Работы С. Цигаля находятся в Музейно-выставочном фонде Министерства Культуры России, Артотеке Музея Современного искусства, Государственном музее Эквадора, а также в частных коллекциях России, Финляндии, Франции, Германии, Великобритании, США, Израиля, Японии, Мексики, Швеции. Сотрудничает с различными галереями.
В 2014 году награждён Почётной грамотой Московской городской думы за заслуги перед городским сообществом и в связи с 65-летием.

## Семья
- Дед — Яков Самсонович Хачатрянц (1884—1960), — филолог, переводчик с армянского языка («Армянские новеллы» Александра Ширванзаде, Нар-Дос, Стефан Зорян, Ованес Туманян (проза) и др.)
- Бабушка — Мариэтта Шагинян (1888—1982), писательница
- Мать — Мирэль Шагинян (1918—2012), художница
- Отец — Виктор Цигаль (1916—2005), художник, академик Российской академии художеств
- Дядя — Владимир Цигаль (1917—2013), народный художник СССР
- Двоюродный брат — Александр Цигаль (род. 1948), скульптор
- Двоюродная племянница — Маша Цигаль (род. 1973), модельер
- Жена — Любовь Полищук (1949—2006), народная артистка России
  - Дочь — Мариэтта Цигаль-Полищук (род. 1984), актриса
    - Внук — Григорий Сердюк (род. 2010)

  - Пасынок — Алексей Макаров (род. 1972), актёр

## Фильмография
1. 1980 — Люди в океане — Шахбазян, матрос
2. 1990 — Моя морячка — муж танцовщицы
3. 2000 — День святого Валентина — «Святой Валентин»
4. 2002 — Сын неудачника
5. 2023 — Последнее дело Черкасова — Крутов